# 我是...
我是...是日本乐队Atarayo的第十七首单曲，该曲为动画《我心里危险的东西》第二季的片头曲，于2024年1月8日由A.S.A.B发行。

## 背景与发行
2023年11月14日，动画《我心里危险的东西》在其官方网站上宣布将由Atarayo演唱第二季片头曲，题为“我是...”，并将在12月10日的动画现场活动中初次现场演唱。2024年1月8日，该曲正式发行。
该曲的词曲Hitomi表示在创作过程中受到动画制作方的明确委托，要求以男主角市川京太郎的视角进行歌词创作，在“想象市川写诗”的背景下完成了歌词，称其是“赤裸裸地展现了市川的视角和内心情感的歌曲”。乐队吉他手Marcy表示歌中加入了两段吉他独奏以表现男女主角间恋爱关系，并用整体的音效起伏表达市川内心的情绪。
本曲也同时收录于Atarayo第三张专辑《朝露在阳光洒落中融化》。

## 音乐视频
该曲的音乐视频于2024年1月13日公开，截止2025年6月，该音乐视频的播放量已超过1300万次。

## 商业成绩
该曲一经发行，便登上Billboard Japan和Oricon两大榜单的下载榜，分列第16、15名，为Atarayo首次登上该榜单。

## 排行榜

### 周榜
| 排行榜（2024年）                            | 最高位 |
| ------------------------------------------- | ------ |
| 日本（Billboard Japan Download Songs）      | 16     |
| 日本（Oricon数字单曲榜）                    | 15     |
| 台湾（《日本公告牌》Japan Songs（Taiwan）） | 19     |

## 评价
《我心里危险的东西》漫画作者樱井纪雄表示，我是...的曲调明亮而流行，歌词表达了男主角市川京太郎的内心世界，称其“越听越好”。
这首歌曲在动画粉丝群体中引起了广泛关注，斩获了多个动画网站的奖项。我是...在Anime Corner的年度最佳片头曲投票中排名第4，并且在季度最佳评选中位列第2，同时也在Anime Trending的年度评选中荣获第2名。

## 翻唱
这首歌曲被日本女子虚拟摇滚乐队MyGO!!!!!翻唱。值得注意的是，该乐队主唱高松灯与动画《我心里危险的东西》女主角山田杏奈的声优均为羊宫妃那。